# Willi Bürger (Politiker, 1901)
Willi Bürger (* 16. April 1901 in Düsseldorf; † 26. Oktober 1981) war ein deutscher Politiker der SPD und von 1946 bis 1947 nordrhein-westfälischer Landtagsabgeordneter.
Willi Bürger schloss sich der SPD an, war von Mai 1928 bis Mai 1933, als er durch die NSDAP entlassen wurde, Gewerkschafts-Rechtsberater des Deutschen Metallarbeiterverbandes. 1936 arbeitete er als Buchhalter in Lüdenscheid, und 1937 bis 1945 war er als Maschinensteller in Lüdenscheid tätig.
Er war 1946 Mitglied des Provinziallandtags von Westfalen und gehörte dem Landtag von Nordrhein-Westfalen vom 2. Oktober 1946 bis zum 19. April 1947 in den ersten beiden, von der britischen Militärregierung ernannten, Perioden an. 1946 war er Oberbürgermeister von Lüdenscheid.